# Княгиня (оповідання)
«Княгиня» (рос. Княгиня) — оповідання А. П. Чехова, вперше опубліковане у 1889 році.

## Сюжет
Одного разу героїня оповідання, княгиня Віра Гаврилівна, приїхала в чоловічий монастир. Там вона зустріла ченців і архімандрита, до якого підійшла під благословення. З ним вона довго говорила, повідомила йому, що переночує в монастирі, потім повидается з подругою і ще поживе у них дні три-чотири. У монастирі княгині подобалося. Вона приїжджала сюди майже щоліта.
Відпочивши, княгиня вийшла погуляти. На алеї зустрівся доктор Михайло Іванович, який раніше служив у неї в Дубовках. Розговорилися, княгиня розповіла доктору, що вона вийшла заміж, з графині стала княгинею і вже розійшлася з чоловіком. Потім княгиня поскаржилася на життєві помилки. Доктор підтримав цю думку, сказавши, що у неї дійсно було багато помилок і повідав їй про те, що у нього в душі накипіло.
Доктор вказав княгині на людиноненависництво, що панує в її будинку, неповагу до людей, на те, що у неї простий народ не вважають людьми. Благодійну діяльність княгині доктор вважає ляльковою комедією. Наприклад, у гостиному будинку «ховають ковдри і простирадла під замок, щоб баби не бруднили — нехай сплять, чортові перечниці, на підлозі! Стара не сміє ні на ліжко сісти, ні кофту надіти, ні по гладкому паркету пройтися. Все зберігалося для параду і ховалося від старух, як від злодіїв». Бажання княгині вчити мужицьких дітей обернулося тим, що діти розбіглися — їх довелося шмагати і наймати за гроші, щоб вони ходили вчитися.
Доктор також не міг пробачити княгині те, що вона вигнала його з роботи «в шию без пояснення причин». Ці та інші приклади засмутили княгиню і доктор швидко пішов. На наступний день вона почала збиратися до від'їзду. Серед проводжаючих був лікар, який став просити у неї вибачення за те, що наговорив їй вчора багато дурниць. На це княгиня «привітно посміхнулася і протягла до його губ руку». Попрощавшись, княгиня поїхала з думкою, що «немає вище насолоди, як усюди вносити з собою теплоту, світло і радість, прощати образи і привітно посміхатися ворогам». Вона відчувала себе щасливою.

## Історія публікації
Оповідання А. П. Чехова «Княгиня» написане у 1886 році, вперше надрукований у 1889 році в газеті «Новий час» № 4696 від 26 березня з підписом Антон Чехов. У 1890 році оповідання увійшло до збірки «Похмурі люди», пізніше було включене до зібрання творів А. Чехова, видаване А. Ф. Марксом.
За життя Чехова оповідання перекладалося французькою мовою.

## Критика
Сучасна письменникові критика високо оцінила оповідання. Якийсь анонімний критик відносив «Княгиню» до найбільш значних творів збірки «Похмурі люди». Ф. Е. Пактовский зазначав у зв'язку з оповіданням «Княгиня» «деморалізуючий вплив» середовища на людей, навіть інтелігентних, таких як доктор Михайло Іванович.
Альбов знаходив в героїні оповідання «тваринне» начало: княгиня — «перелітна „пташка“, в якої … слова доктора не могли розбудити нічого людського…».